# Ličko Cerje
Ličko Cerje falu Horvátországban Lika-Zengg megyében. Közigazgatásilag Lovinachoz tartozik.

## Fekvése
Gospićtól légvonalban 33 km-re, közúton 43 km-re délkeletre, községközpontjától légvonalban 4 km-re, közúton 5 km-re délre a Likai-mező délkeleti részén, az 50-es számú főút mentén fekszik.

## Története
A térséget 1689-ben a Marko Mesić pap vezette felkelők szabadították fel a török uralom alól. A lakosság nagyrészt elmenekült, így a terület újra néptelen maradt. Az újratelepítés első szervezője Marko Mesić volt aki 1691 és 1712 között lényegében teljesen újratelepítette a területet. A betelepített lakosságot főként a bunyevácok képezték akik a Tengermellék és Észak-Dalmácia területéről érkeztek. 1789-ben megépült a dalmáciai főútvonal részeként Gospić-Lovinac-Gračac főút, amely a településen haladt át. 1789-ben postahivatal nyílt a településen, amely 1832-ig működött itt, amikor Sveti Rokra helyezték át. 1874-ben horvát tannyelvű iskola nyílt itt. 1857-ben 953, 1910-ben 640 lakosa volt. A trianoni békeszerződés előtt Lika-Korbava vármegye Gračaci járásához tartozott. Ezt követően előbb a Szerb-Horvát-Szlovén Királyság, majd Jugoszlávia része lett. 1937-ben megkezdődött a barit kitermelése a falu határában. A termelés a második világháború elejéig tartott. 1991-ben lakosságának 91 százaléka horvát volt. A honvédő háború során még ez év júliusában bekerítették a szerb szabadcsapatok. Szeptembertől elkezdődtek a tüzérségi támadások és novemberre lényegében az egész települést lerombolták. Lakossága elmenekült. A horvát hadsereg 1995. augusztus 6-án foglalta vissza. A falunak 2011-ben 88 lakosa volt.

## Lakosság
| Lakosság változása | Lakosság változása | Lakosság változása | Lakosság változása | Lakosság változása | Lakosság változása | Lakosság változása | Lakosság változása | Lakosság változása | Lakosság változása | Lakosság változása | Lakosság változása | Lakosság változása | Lakosság változása | Lakosság változása | Lakosság változása |
| ------------------ | ------------------ | ------------------ | ------------------ | ------------------ | ------------------ | ------------------ | ------------------ | ------------------ | ------------------ | ------------------ | ------------------ | ------------------ | ------------------ | ------------------ | ------------------ |
| 1857               | 1869               | 1880               | 1890               | 1900               | 1910               | 1921               | 1931               | 1948               | 1953               | 1961               | 1971               | 1981               | 1991               | 2001               | 2011               |
| 953                | 1.053              | 689                | 811                | 801                | 640                | 644                | 633                | 596                | 565                | 502                | 409                | 287                | 196                | 117                | 88                 |